# Aeroportul Mui
Aeroportul Mui (IATA: MUJ, ICAO: HAMR) este un aeroport din Etiopia.
Situat la o altitudine de 555 m, aeroportul dispune de o singură pistă.